# Le Prix de la vérité (téléfilm, 2001)
Pour les articles homonymes, voir Le Prix de la vérité.
Pour plus de détails, voir Fiche technique et Distribution.
Le Prix de la vérité est un téléfilm français de Joël Santoni diffusé en 2001. 

## Synopsis
Juge d'instruction à la 3e Chambre criminelle de Marseille, Françoise Larchey est l'épouse de Jean-Pierre Larchey, un célèbre architecte de la Côte. Le couple a un fils, Valentin, âgée de dix-sept ans. La mort d'Edith Mesniel, une personnalité politique locale, met la ville en émoi. Mais lorsqu'Émilie, la fille unique d’Édith et petite amie de Valentin, confie à Françoise que la mort de sa mère n'est pas accidentelle, cette dernière décide de s'intéresser au dossier. En s'attaquant à cette affaire, Françoise dérange beaucoup de monde. Elle reçoit des menaces de mort, son fils et Émilie sont également menacés mais elle refuse de baisser les bras. Et elle découvre peu à peu que la mafia s'est infiltrée dans tout le pays.

## Fiche technique
- Titre : Le Prix de la vérité
- Réalisation : Joël Santoni
- Scénario : Jean-Claude Chambon, Laurent Mondy et Joël Santoni
- Musique : Serge Franklin
- Sociétés de production : TF1, Telfrance
- Format : couleurs - 35 mm - 1,33:1 - son stéréo
- Date de première diffusion : 10 septembre 2001 sur TF1

## Distribution
- Anny Duperey : Françoise Larchey
- Pierre Mondy : Antoine Bossy
- François Marthouret : Jean-Pierre Larchey
- Laurent Malet : Josselin Fabre
- Adrienne Pauly : Émilie Mesniel
- Jean-Pierre Malo : Edmond Carvella
- Guillaume Romain : Valentin Larchey
- Marie Lenoir : Édith Mesniel
- Jalil Naciri : Frédéric Chahine
- Jean-Pierre Becker : Francis Vargas
- Rebecca Hampton : Maryse Spontini
- Till Bahlmann : Franck Raynaud
- Christian Mulot : Manuel Spontini
- Jean Corso : Gilbert Caseneuve
- Philippe Brigaud : le procureur Achard
- Jean-Paul Bordes : Stéphane Montillez
- Michel Cordes : Louis Vaudran
- Vanille Attié : Leïla
- Carole Brenner : la greffière
- Soufyane Rajraji : Kamel
- Francis Parot : le policier ami des Larchey
- Bertrand Chameroy